# Carlos Sousa
Carlos Alberto Cabral do Rego Sousa (Almada, 16 de Janeiro de 1966) é um piloto de automobilismo de todo-o-terreno de Portugal. Conta com várias participações do Rali Dakar, algumas com o já falecido José Megre, a sua melhor classificação foi um 4º lugar em 2003.
Carlos Sousa estreou-se no Todo-o-Terreno aos comandos de um UMM e foi durante vários anos, piloto oficial da Mitsubishi Motors de Portugal aos comandos de dois Mitsubishi Pajero e três Mitsubishi Strakar em 2003 foi o seu ultimo ano com a Mitsubishi Motors de Portugal, passando para a equipa da Nissan.
Em 2000, ele e o seu co-piloto, João Luz, sofreram um grave acidente no Rali Dakar aos comandos de uma Mitsubishi Strakar.
Em 2006, passa a estar integrado no Team Lagos, primeiro ao volante de um Volkswagen Tuareg oficial, estando agora em negociações com a X-Raid, para tripular um dos BMW X3 CC da equipa alemã.
Em 2009 Carlos Sousa celebra 20 anos da sua carreira no Todo-o-Terreno, e para festejar teve dois grandes regressos, um deles é voltar a fazer o Campeonato Português de Todo-o-Terreno e o outro regresso é que ele está de novo integrado na equipa Mitsubishi como piloto Semi-oficial guiando um dos novíssimos  Racing Lancer, este que foi guiado por Hiroshi Masuoka na ultima edição do Dakar.

## Palmarés
1990
Campeão do Troféu Nacional de Todo-o-terreno.
1991
Campeão do Troféu Nacional de Todo-o-terreno.
1993
Vencedor do Rally Todo-o-terreno à Neve.
1994
Campeão Nacional T2
3° Campeonato nacional absoluto TT
1995
Campeão Nacional Todo-o-terreno.
1996
12º da geral no Rali Dakar.
Campeão T1 Todo-o-terreno.
Vice-Campeão Nacional absoluto Todo-o-terreno.
1997
10° da geral no Rali Dakar
1998
17º no Rali Dakar.
Campeão Nacional Todo-o-terreno.
1999
18º da geral no Rali Dakar.
Campeão Nacional Absoluto Todo-o-Terreno.
1º lugar na Baja de Portugal.
2000
Venceu a 1ª e 6ª Etapa no Rali Dakar.
1º lugar na Baja de Portugal.
2001
Campeão Nacional absoluto Todo-o-Terreno.
Vencedor Troféu Ibérico.
1º Taça Mundo.
5º lugar na Geral no Rali Dakar.
1º lugar na Baja de Portugal.
2º lugar na Baja de Espanha.
2002
5º lugar na Geral no Rali Dakar.
1º lugar na Baja de Portugal.
2º lugar na Baja de Espanha.
Campeão Nacional de Todo-o-Terreno.
2003
4º lugar na Geral no Rali Dakar.
Campeão da Taça do Mundo de Todo-o-Terreno e da Taça FIA de Pilotos de Baja
1º lugar na Baja de Portugal.
1º lugar na Baja da Grecia.
1º lugar na Baja de Italia.
1º lugar no Rally de Marrocos.
1º lugar no Rally do Oriente Cappadoce.
1º lugar no Rally Argentina Por Las Pampas.
2004
1º lugar na Baja de Espanha.
1º lugar na Baja de Portugal.
1º lugar na Baja de Itália.
1º lugar na Baja de Portalegre.
1º lugar no Rally de Marrocos.
2005
7º lugar na Geral no Rali Dakar.
2006
7º lugar na Geral no Rali Dakar.
2007
7º lugar na Geral no Rali Dakar.
2010
6º lugar na Geral no Rali Dakar.
2012
6º lugar a Geral no Rali Dakar
2013
6º lugar na Geral no Rali Dakar
2014
vitória na 1ª etapa no Rali Dakar
2015
8º lugar na Geral no Rali Dakar